# Což takhle dát si špenát
Což takhle dát si špenát je československá filmová komedie s Jiřím Sovákem a Vladimírem Menšíkem v hlavní roli z roku 1977.
Tuto veselohru režíroval podle scénáře svého osvědčeného spolupracovníka Miloše Macourka režisér Václav Vorlíček. Titulní píseň s textem F. R. Čecha zpívá Jiří Schelinger. Svým námětem patří snímek mezi fantastické filmy. Herečka Iva Janžurová si zahrála ve filmu dvojroli, manželku Františka Lišky Libuši i jeho dceru Marcelku. Tvůrci chtěli film realizovat ještě před filmem Jak utopit doktora Mráčka (1974), ale z Barrandova dostali vzkaz "nejdříve vážné věci a pak si dělejte ty vaše ptákoviny".

## Děj
Dva čeští zlodějíčci Liška (Jiří Sovák) a Zemánek (Vladimír Menšík) jsou v podniku usvědčeni z krádeží materiálu. Po výkonu trestu a propuštění na ně už před bránou věznice čeká s nabídkou kšeftů Netušil (Juraj Herz) s docentem Mlejnkem (Čestmír Řanda). Mlejnek je asistentem profesora Neubauera - vědce, který vyvíjí regenerační přístroj R191 pro zvýšení dojivosti krav. Mlejnek zároveň za zády profesora vynáší technologické know-how Netušilovi, který paralelně konstruuje tentýž přístroj ve svém kosmetickém salonu v hotelu Imperial, ten ale hodlá využít k omlazování dam a vydělat na tom mnoho peněz.
Při krádeži substancí v laboratoři jsou Liška se Zemánkem nedopatřením ozářeni a poté pozřou špenát. Špenát ale způsobuje mnohem větší omládnutí a oba pánové se následujícího dne probudí jako malí kluci. Do Prahy přijíždí i největší chovatelka dobytka v Latinské Americe doňa Isabela, která má zájem o přístroj. Při té příležitosti plánuje svatbu s Juanem, které chce zabránit švagr Carlos. Doňa Isabela je také ozářena, Netušilovou kopií přístroje. Protože také sní porci špenátu, i ona omládne a dokonce ještě více, stane se z ní batole.
Liška se Zemánkem se chtějí vrátit do původní podoby, ale Mlejnek chce za zpětný zákrok peníze, které hoši nemají (investovali dříve do koupi nákladního automobilu). Carlos zařídil záměnu doni Isabely za malou Marcelku, Liškovu dceru, aby se dostal k penězům švagrové. Události nakonec vygradují v hotelu Imperial, kde se protnou cesty všech zúčastněných. Policisté dopadnou Carlose. Také Lišku se Zemánkem, ale těm se podaří uprchnout a ukrýt se. Oba zlodějíčci se do rána znatelně zmenší a ukryjí se v kremroli, kterou ironií osudu ukradl hotelový vrátný. Nakonec skončí snědeni mlsným bernardýnem.

## Obsazení
| Vladimír Menšík      | Jaroslav Zemánek                    |
| Jiří Sovák           | František Liška                     |
| Iva Janžurová        | Libuše Lišková / Marcelka Lišková   |
| Stella Zázvorková    | doňa Izabela Lopezová               |
| Josef Somr           | Juan                                |
| Eva Hudečková        | Marie                               |
| Petr Kostka          | Carlos Lopez                        |
| Juraj Herz           | Netušil                             |
| Čestmír Řanda        | docent Mlejnek                      |
| Bedřich Prokoš       | profesor Neubauer                   |
| František Filipovský | otec Liška                          |
| Petr Nárožný         | šéfkuchař Richard z hotelu Imperial |
| Jiří Lír             | číšník                              |
| Václav Štekl         | ředitel hotelu                      |
| Vlastimil Hašek      | vědec v brýlích                     |
| Míla Myslíková       | vrátná                              |
| Oldřich Velen        | ředitel podniku                     |
| Jan Kraus            | policista                           |
| Helena Růžičková     | host v restauraci                   |

## Průběh natáčení
Dne 27. května 1976 byl ředitelem Filmového studia Barrandov schválen scénář s tím, že menší nedostatky budou řešeny průběžně při realizaci, filmový plán byl pak schválen 2. června. Celkový rozpočet filmu byl ve výši 4 820 000 Kč, natáčení pak začalo dne 24. června.
Některé scény nebylo možno pro svou náročnost točit v reálných prostorách, ať to byl hotelový vchod (scény s polámanými dveřmi), šlehačková bitva nebo laboratorní místnost. Stavba dekorací tvořila značnou část rozpočtu, protože scenáristou byl Miloš Macourek a, jak se píše v dodatku k výrobní zprávě filmu, "počet prostředí jeho scénářů je značný a charakter ex[k]luzivní - píše ve většině případech výpravné filmy." O tom, že se do natáčení "zapojovali" opravdu všichni svědčí skutečnost, že byla využita i kancelář ředitele FSB M. Fábery.
Práce na dekoracích, které začaly 19. července, trvaly 71 dnů (místo plánovaných 48) a během nich byly postaveny dekorace, z nichž část pak byla ještě přestavěna pro účely jiných scén filmu. Vše bylo děláno za nepříznivých podmínek, z čehož jmenujme hlavně vypínání el. proudu, kvůli kterému musely být nastaveny přesčasové hodiny (1 - 3 dny) a hercům, čekajícím na dekoraci, bylo nutno tyto hodiny proplatit. Za všechny jmenujme Jiřího Líra, Jana Přeučila nebo Václava Štekla.
Filmový štáb nebyl také spokojen s prací Filmových laboratoří. Během 13 natáčecích dní (stav ke dni 25.10.1976) byl umožněn natočený materiál zkontrolovat pouze u tří dní. Vzhledem k tomu, že použité dekorace byly po natáčení ihned vráceny, vznikalo nebezpečí, že se scény nebudou mít kde přetočit, nebo jejich opětovné stavění způsobí překročení plánu natáčení a samozřejmě i financí. Těmto komplikujícím okolnostem z důvodu nedostatku pracovníků dekorace předcházelo i úplné přerušení natáčení filmu ve dnech 26.7. - 29.8. 1976.
Pro Vladimíra Menšíka bylo naplánováno celkem 19 natáčecích dní (z toho pouze 1 den v exteriéru). Společně s Jiřím Sovákem (také 19 dnů) byly, z pochopitelných důvodů, na place nejdéle. Vladimíru Menšíkovi, podobně jako dalším třem představitelům hlavních rolí (J. Sovákovi, I. Janžurové a S. Zázvorkové), byly 4. května 1976 rozeslány literární scénáře, přičemž ve stejné době pracoval V. Vorlíček ještě na scénáři technickém. Návrh na obsazení hlavních rolí obdržel ústřední dramaturg FSB Václav Toman o necelé tři týdny později.
Dne 1. června se zúčastnili V. Menšík a J. Sovák maskérských zkoušek, dva týdny nato se dostavili na zkoušky kostýmní. Po postsynchronních zkouškách mohlo být přikročeno k natáčení. Na první klapce, 28. června, se Menšík sešel se Sovákem, kdy společně hráli ve scéně z vězeňského skladu, poslední klapku měl po pěti měsících (25.11.1976) opět s Jiřím Sovákem ve scéně z bytu Liškových.